# 1999 (album de Joey Badass)
Pour les articles homonymes, voir 1999 (homonymie).
Albums de Joey Badass
Rejex
(2012)
1999 est la première mixtape de Joey Badass, sortie le 12 juin 2012.
Très bien accueilli par la critique, cet opus a été nommé pour l'Award de la « meilleure mixtape » de l'année 2012 par la chaîne BET. Le site The Versed l'a désigné « meilleure mixtape de l'année 2012 » et HipHopDX l'une des « plus importantes mixtapes de l'année 2012 ».

## Liste des titres
| No  | Titre | Contient un (des) sample(s) de                                                                         | Durée |
| --- | --- | --- | ----- |
| 1.  | Summer Knights (Produit par Chuck Strangers) | Summer Nights de Lonnie Liston Smith                                                                   | 1:56  |
| 2.  | Waves (Produit par Freddie Joachim) | One Man Band (Plays All Alone) de Monk Higgins featuring The Specialties UFO d'ESG                     | 3:32  |
| 3.  | FromdaTomb$ (featuring Chuck Strangers – Produit par Chuck Strangers) | Go Stetsa I de Stetsasonic Main Theme (Piano & Trumpet) d'Andrew Hale                                  | 3:25  |
| 4.  | Survival Tactics (featuring Capital STEEZ – Produit par Vin Skully) | A Who Seh Me Dun de Cutty Ranks Survival Tactics de Styles of Beyond                                   | 3:23  |
| 5.  | Killuminati (featuring Capital STEEZ – Produit par Knxwledge) | Ain't No Half-Steppin' de Big Daddy Kane Mr. Nice Watch de J. Cole Wh°Kares de Knxwledge               | 2:34  |
| 6.  | Hardknock (featuring CJ Fly – Produit par Lewis Parker) | The World Is Yours de Nas Eyes of Dreams de Lewis Parker                                               | 5:18  |
| 7.  | World Domination (Produit par MF DOOM) | Pinky and the Brain de Richard Stone Open Mic d'Eminem Datura Stramonium de Metal Fingers et Vast Aire | 2:43  |
| 8.  | Pennyroyal (Produit par MF DOOM) | Song Cry de Jay-Z Pennyroyal de Metal Fingers                                                          | 2:50  |
| 9.  | Funky Ho'$ (Produit par Lord Finesse) | All Night de Xperadó                                                                                   | 4:29  |
| 10. | Daily Routine (Produit par Chuck Strangers) | The Highways of My Life des Isley Brothers                                                             | 2:58  |
| 11. | Snakes (featuring T'Nah Apex – Produit par J Dilla) | | 4:19  |
| 12. | Don't Front (featuring CJ Fly – Produit par Statik Selektah) | Tudo Que Você Podia Ser de Lô Borges Jimbrowski des Jungle Brothers                                    | 4:22  |
| 13. | Righteous Minds (Produit par Bruce LeeKix) | Holy Thursday de David Axelrod Love and Happiness de Monty Alexander                                   | 3:44  |
| 14. | Where It'$ At (featuring Kirk Knight – Produit par J Dilla) | Strugglin' de Illa J                                                                                   | 4:09  |
| 15. | Suspect (featuring Capital STEEZ, CJ Fly, Chuck Strangers, Dyemond Lewis, NYCk Caution, Kirk Knight, Rokamouth, T'Nah Apex et Dessy Hinds – Produit par Chuck Strangers) | Suspect de Nas                                                                                         | 11:47 |